# Johannes Rudolf Roth
Johannes Rudolf Roth (Neurenberg, 4 september 1815 – Hasbeya, 25 juni 1858) was een Duits zoöloog en onderzoeksreiziger. Tijdens zijn reizen, die hij vooral in het Midden-Oosten maakte, verzamelde hij talrijke planten en dieren.

## Biografie
Hij studeerde medicijnen en natuurwetenschappen aan de universiteit van München. In 1836-1837 maakte hij een eerste reis naar Egypte en Palestina met zijn professor Gotthilf Heinrich von Schubert.  Zij ontdekten tijdens deze reis dat de Dode Zee en de Jordaanvallei beneden de zeespiegel lagen en poogden het niveau van de Dode Zee te bepalen.
In 1841 nam hij deel aan een handelsmissie van de Britse Oost-Indische Compagnie vanuit Aden naar Abessinië (Ethiopië en Djibouti), geleid door kapitein William Cornwallis Harris, tijdens dewelke hij wetenschappelijk onderzoek verrichtte. Na zijn terugkeer in Duitsland in 1843 werkte hij op de zoölogische afdeling van het museum van de universiteit van München, alwaar hij werd benoemd tot hoogleraar in de zoölogie.
Hij ondernam een nieuwe reis naar Griekenland en Palestina in de periode 1852-1853. Van die reis bracht hij talrijke fossiele beenderen mee, die hij aan de voet van de Pentelikon bij het Griekse Pikermi had ontdekt. Hij beschreef ze samen met de befaamde paleontoloog Johann Andreas Wagner in  Die fossilen Knochen-Ueberreste von Pikermi in Griechenland (1854). In een latere studie benoemde Wagner een van de fossiele antilopensoorten uit Pikermi als eerbetoon aan Roth Antilope Rothii (de soortnaam is later veranderd in Oioceros rothii).
Tijdens zijn laatste reis naar Palestina, Libanon en Syrië, die hij was begonnen in 1856, kreeg hij in de Anti-Libanonbergen een koortsaanval waaraan hij bezweek in Hasbeya.

## Werken (selectie)
- Molluscorum Species, In Itinere Per Orientem Facto Comites Clariss. Schuberti Doctores M. Erdl et J. R. Roth Collegerunt. München, 1839. (zijn doctoraatsthesis)
- "Remarks on the Geology, Botany, and Zoology of the Highlands of Southern Abyssinia." in: William Cornwallis Harris, The Highlands of Ethiopia, London, 1844
- Die fossilen Knochen-Ueberreste von Pikermi in Griechenland. (samen met Andreas Wagner). München, 1854.